# Alchemilla font-queri
Alchemilla font-queri är en rosväxtart som beskrevs av Werner Hugo Paul Rothmaler. Alchemilla font-queri ingår i släktet daggkåpor, och familjen rosväxter. Inga underarter finns listade i Catalogue of Life.